# Salsa tàrtara
|  | Aquest article tracta sobre la salsa francesa. Si cerqueu la salsa turca, vegeu «Tarator (salsa)». |

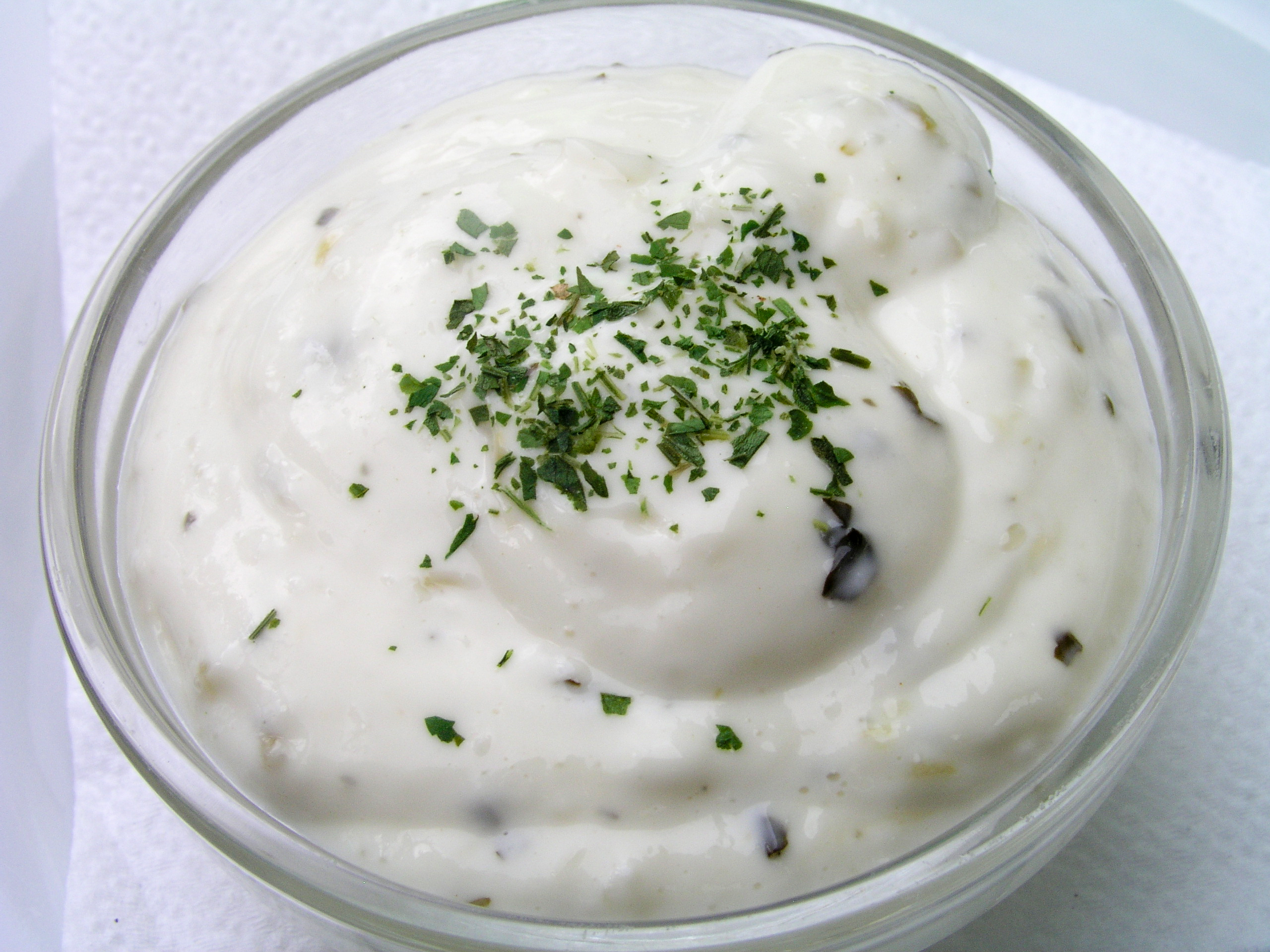
Salsa tàrtara en un bol petit.

La salsa tàrtara és una salsa espessa de color blanquinós, especialitat de la cuina francesa arribada dels països d'Europa de l'Est.

## Preparació
La salsa tàrtara està feta amb salsa de maionesa. A la versió vienesa, s'hi afegeixen cogombrets picats, tàperes i julivert. A la versió francesa, la maionesa es combina amb el rovell triturat d'un ou dur i la seva clara d'ou picada, així com cibulet picat finament. És un afegit als embotits, ous durs, arengades i en general peixos freds. La salsa tàrtara és un plat típic de la cuina polonesa. A Anglaterra i Austràlia és una addició popular al fish and chips.
El distingit xef suís Joseph Favre va descriure en general els orígens dels plats tàrtars, la salsa tàrtara i les seves variants al seu diccionari de cuina pràctica sota el títol Dictionnaire universel de cuisine pratique a la segona edició de 1905. En canvi, una altra versió atribuiria el nom de la recepta no pas al seu origen entre el poble tàrtar, sinó al fet de tractar-se d'una salsa poc refinada, amb trossets i una textura aspra, un punt avinagrada, que recordaria a la forma de ser d'aquest poble i, més concretament, als seus soldats.

## La història de la salsa

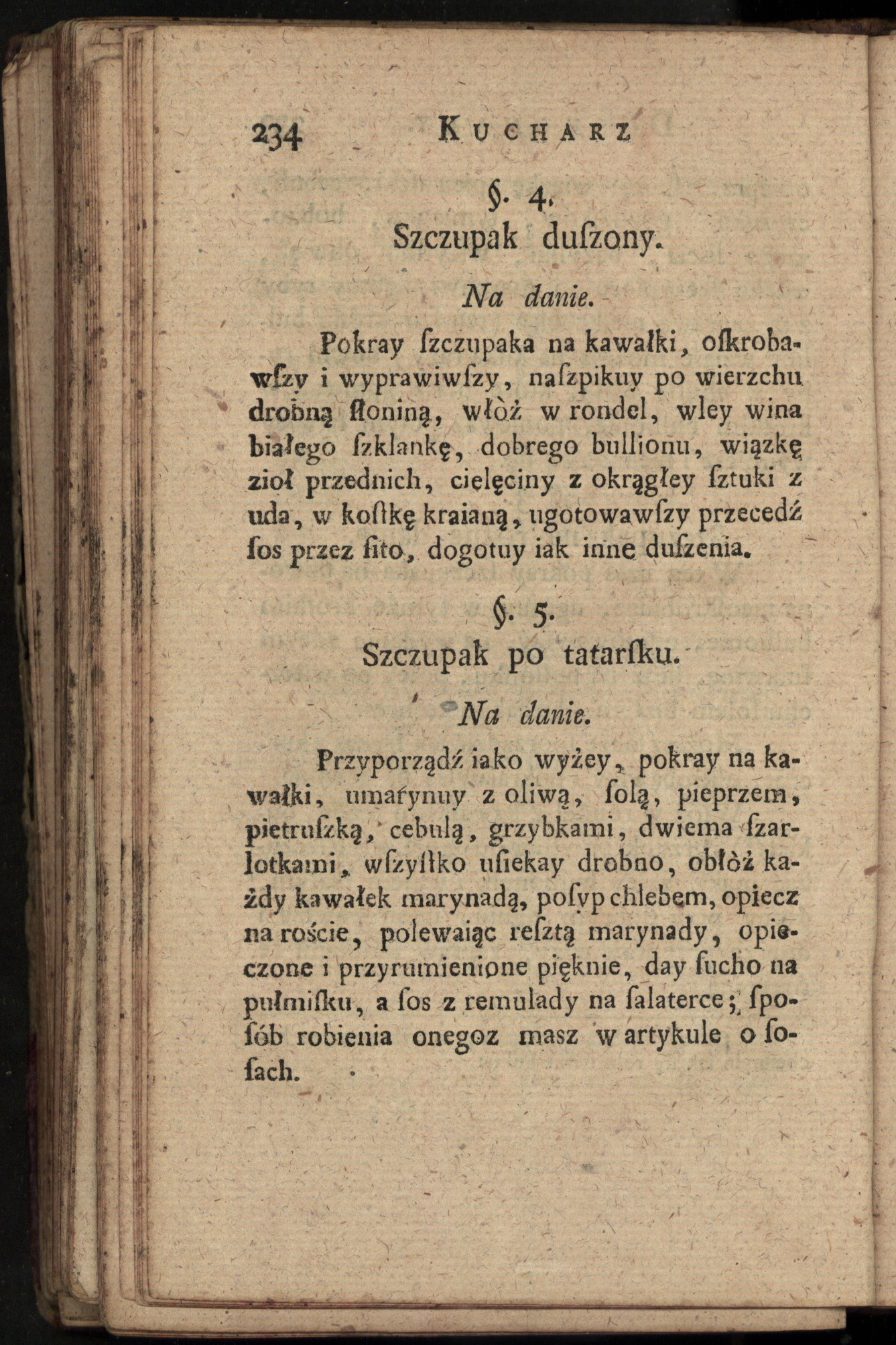
Recepta de lluç a l'estil tàrtar al llibre Kucharz Perfect de Wojciech Wiełądka, 1783.

### Platstàrtars
Els llibres de cuina del segle xviii ofereixen receptes per a diversos tipus de carn i peix preparats a l'estil tàrtar, que significava coure'ls o cuinar-los a la planxa i després d'arrebossar-los amb pa ratllat. Aquests plats eren coneguts a la cuina francesa, anglesa i polonesa. Un exemple d'aquest plat n'és el lluç a l'estil tàrtar del llibre de Menon Nouveau traité de la Cuisine, publicat el 1742.
Alguns d'ells se servien amb una salsa freda, formada per diverses combinacions de ceba, escalunya, oli, vinagre (o suc de llimona o qualsevol altra font de gust àcid), mostassa i espècies. Entre els seus ingredients encara no s'incloïa el rovell d'ou, que combinat amb l'oli formaria una maionesa, i que apareix en receptes posteriors.
Per exemple, al llibre de cuina anglès de John Nott The Cooks and Confectioners Dictionary or the Accomplish'd Housewife's Companion de 1723, aquest tipus de salsa es va descriure com a part de la recepta de coloms a la tàrtara amb salsa freda. Segons aquesta, la salsa s'elaborava amb una picada de ceba o escalunya, filet d'anxova i cogombre envinagrat. Aleshores, després d'afegir-hi una cullerada de julivert triturat i petites quantitats de sal i pebre, calia barrejar bé els ingredients amb cinc o sis cullerades d'oli, una cullerada d'aigua i el suc d'una llimona. Just abans de servir, calia afegir una cullerada de mostassa a la salsa i servir-la freda, abocant-la en un plat, i posant-hi els coloms cuinats.
A la cuina polonesa, tres receptes de plats preparats a l'estil tàrtar apareixen al llibre Kucharz doskonały de Wojciech Wiełądka, que es va publicar el 1783: una de pollastre, una de lluç i la darrera, d'orelles de vedella.

### Salsa tàrtara sense rovells
La salsa tàrtara com a element independent de la cuina apareix en molts llibres de cuina del segle xix. Alguns d'ells s'elaboraven sense utilitzar rovells d'ou, la qual cosa significava que no tinguessin la consistència d'una salsa maionesa. És el cas, per exemple, de la recepta del llibre francès Manuel de gastronomie de 1825, que és interessant perquè s'utilitzava pa ratllat com a complement a la salsa.
La mateixa recepta també es pot trobar a La cuisinière de la campagne et de la ville ou nouvelle cuisine économique de Louis-Eustache Audot de 1818, republicat el 1853. L'obra d'Audot va ser traduïda al castellà l'any 1854 i així és com la salsa tàrtara també va fer-se coneguda a Espanya a mitjans segle xix. Aquesta apareix en una forma pràcticament idèntica al llibre de cuina polonès anònim Nowa kuchnia warszawska de 1838, que l'empra per acompanyar conill, oca, pularda, perca o anguila.
Tanmateix, l'obra francesa de P. C Robert La grande cuisine simplifiée. Art de la cuisine nouvelle ofereix una versió calenta de la salsa tàrtara, sense rovell, i afirma que el seu equivalent fred, amb rovells i a base de maionesa, és la salsa remoladé.

### Salsa tàrtara amb rovell d'ou
A més de l'esmentat treball de P. C Robert, a partir del segle xix, molts llibres de cuina proporcionen receptes de salsa tàrtara, sota aquest nom, feta amb rovell d'ou. Apareix al llibre de cuina austríac Anleitung zur Feineren Kochkunst de 1824, preparada amb ingredients a base d'herbes inusuals: a més del julivert, també el pelitre, pimpinella i cerfull. Al llibre de cuina anglès The Gastronomic Regeneration de 1849 hi ha una recepta de Sauce à la tartare feta de rovells d'ou crus i cuits, amb cogombrets, tàperes, julivert i escalunyes, amb l'afegit de mostassa francesa i una mica de pebre de Caiena.
La primera recepta amb rovells en un llibre de cuina polonès va aparèixer l'any 1860, en un llibre de Józef Schmidt, publicat a Przemyśl, i que es basava només en ous durs.

### Salsa tàrtara a base de maionesa preparada
Als segles xx i xxi, la maionesa produïda industrialment es va fer àmpliament disponible. A la recepta del llibre col·lectiu Kuchnia polska, l'ús de maionesa preparada només era una variant de la recepta principal, que suposava fer maionesa a mà.
En canvi, a la recepta publicada l'any 2008 al bloc del periodista i crític culinari Piotr Adamczewski, la salsa tàrtara normal es fa només amb maionesa preparada.

## Salsa tàrtara com a producte industrial

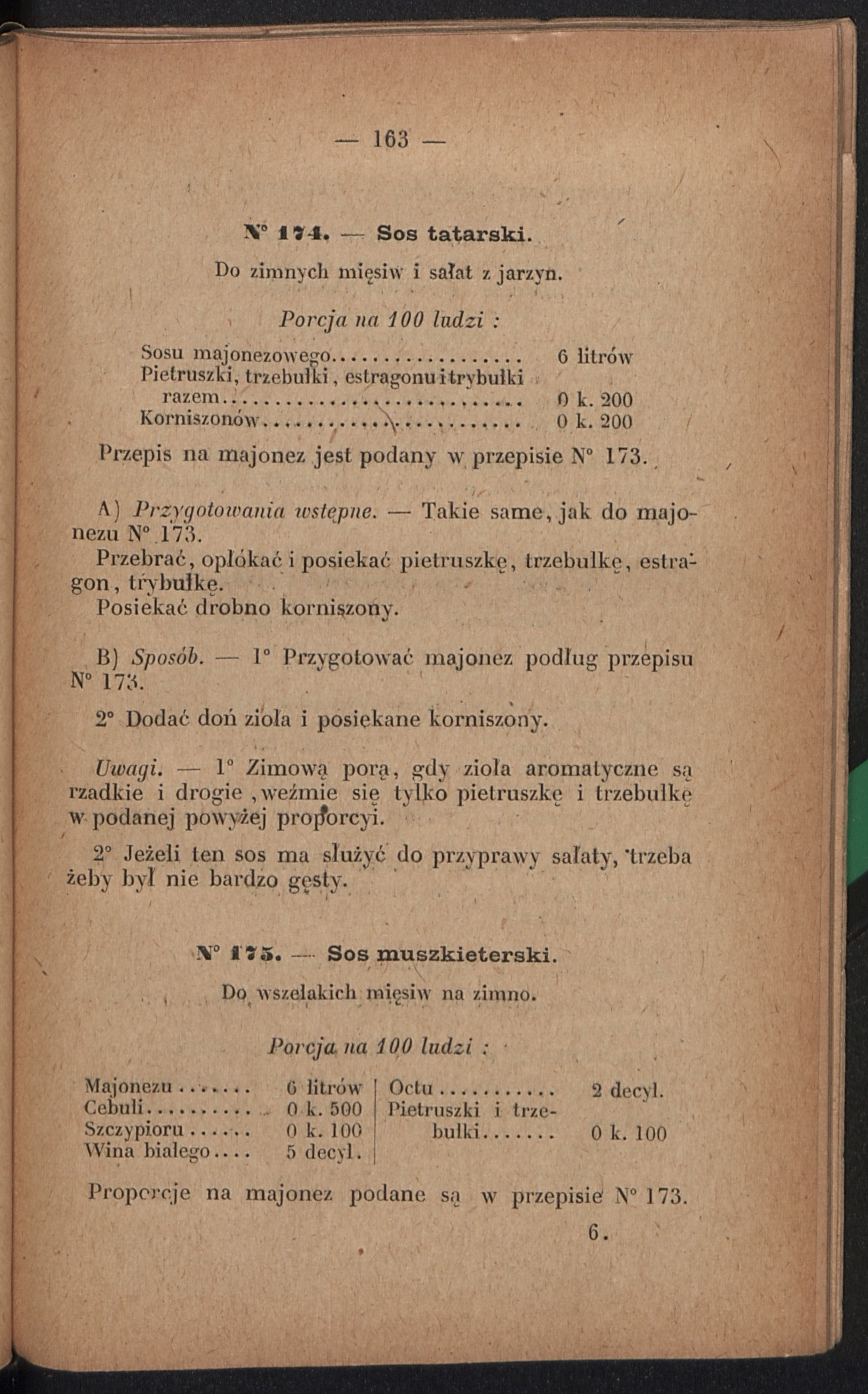
La recepta de la salsa tàrtara en proporcions per a 100 persones al llibre de cuina Garrison Kitchen and Tips for the Rational Nutrition of the Army, publicat a París el novembre de 1918.

La salsa tàrtara es produeix industrialment, però fins i tot els productors que pertanyen a la mateixa empresa en diferents països utilitzen receptes diferents i envasos diferents. Entre les marques que pertanyen al grup Nestlé, la situació és la següent:
A Polònia, la salsa tàrtara Winiary es ven en pots de vidre i té el següent conjunt d'ingredients: oli vegetal, aigua, verdures en conserva picades 9,5%, sucre, vinagre, glucosa, mostassa, rovell d'ou, xampinyons en conserva a rodanxes 1,2%, sal, proteïnes de la llet, cibulet sec, aroma, fulla de julivert seca, regulador d'acidesa: àcid cítric, espessidor (goma guar), antioxidant (E385).
A Ucraïna, la salsa tàrtara es ven amb la marca Torchin en un envàs de plàstic amb una vàlvula, i la seva composició de matèria primera és la següent: oli de gira-sol, cogombres en vinagre, sucre, ceba seca, all sec, sal, ou en pols, vinagre, àcid làctic, midó de blat de moro modificat, julivert sec, estabilitzador (goma xantana), extracte de fonoll, cúrcuma, conservant (sorbat de potassi), antioxidant E385, colorant (betacarotè).
Nestlé Suïssa produeix i ven salsa tàrtara en tubs sota la marca Thomy, i la seva composició de matèria primera és: oli de gira-sol, vinagre, cogombres en vinagre, aigua, rovells d'ou, ceba seca, sal, mostassa, potenciador del sabor (glutamat monosòdic), sucre, substàncies acidificants (àcid acètic, àcid tartàric), vi blanc, julivert, aromes, concentrat de suc de llimona, salsa d'espècies, antioxidant.
La companyia té receptes també diferents en les salses venudes al Magrib, Austràlia o l'Índia.

## Valors nutricionals
Els valors nutricionals declarats de 100 grams de salsa tàrtara Winiary són els següents: valor energètic 2445 kJ o 594 kcal, proteïnes 1 g, hidrats de carboni 7,8 g, inclosos els sucres simples i disacàrids 7,3 g, greixos 62 g, inclosos els greixos saturats 4,8 g, fibra dietètica 0,2 g, sodi 0,6 g.